# Макраванк
Монастирський комплекс Макраванк розташований у південній частині міста Раздан (Котайкський марз, Вірменія). Монастир заснований у Х ст. Головна церква — Св. Катогіке (Богородиці) побудована в XIII ст. Являє собою купольний зал із двома двоповерховими прибудовами в західній стороні. Над входом є дарчий напис князя Смбата і Шахншаха. З південного боку розташована друга однонефна церква Аменапркіч, побудована в Х ст. До церкви Св. Богородиці із заходу примикав квадратний у плані притвор, від якого збереглися лише основи стін. У східній частині монастиря є маленьке кладовище з розписаними хачкарами.

## Фототека
- Монастирський комплекс Макраванк [Архівовано 16 жовтня 2012 у Wayback Machine.](рос.)
- Монастир Макраванк (Раздан) [Архівовано 21 березня 2012 у Wayback Machine.](рос.)